# Het sleutelkruid
Het sleutelkruid is een Nederlandstalige jeugdroman, geschreven door Paul Biegel en uitgegeven in 1964 bij Uitgeverij Holland in Haarlem. De eerste editie werd geïllustreerd door Babs van Wely. Het werk, dat in 1965 werd uitgeroepen tot Kinderboek van het jaar, wordt gerekend tot Biegels beste boeken en is in de loop der jaren uitgegroeid tot een klassieker binnen de Nederlandstalige jeugdliteratuur.
Het verhaal bestaat deels uit een reeks raamvertellingen.

## Inhoud
In een koperen burcht leeft koning Mansolein, heerser over alle dieren. Hij is al duizend jaar oud, en loopt het risico een hartstilstand te krijgen. Een geraadpleegde wonderdokter meldt dat de enige remedie het zogenaamde sleutelkruid is, dat echter ver weg groeit en moeilijk te vinden is. Om het hart van Mansolein kloppende te houden terwijl de dokter op zoek is naar het kruid, moet hem dagelijks een spannend verhaal worden verteld. Het nieuws verspreidt zich. Vervolgens arriveert er elke avond een nieuw dier bij de burcht, dat door de wonderdokter is gestuurd om een  − doorgaans waargebeurd − verhaal te vertellen. Alle dieren blijven nadat ze elk hun eigen verhaal hebben verteld in de burcht, als gasten. In een van de verhalen wordt ook onthuld hoe koning Mansolein ooit als kleine jongen in het dierenrijk aan de macht is gekomen. 
De wonderdokter komt net op tijd terug met het kruid om koning Mansoleins leven te redden, waarna de koning alle dieren die hem een verhaal zijn komen vertellen tot zijn nieuwe hofhouding benoemt. De lezer komt er niet achter hoe het Mansolein en de dieren verder vergaat; volgens sommige geruchten is Mansolein later opnieuw in oorlog geraakt met zijn vijanden. Of Mansolein nog steeds leeft is ook niet duidelijk, omdat niet bekend is of de wonderdokter nog wat van het kruid over had.

## Achtergrond
Begin jaren zestig vroeg Rolf van Ulzen, directeur van uitgeverij Holland, aan Biegel een boek te schrijven voor Kinderverhalen, een serie boeken met korte verhalen waar onder meer Mies Bouhuys en Hans Andreus al aan hadden meegewerkt. De auteur ging akkoord en begon als oriëntatiepunt onafgemaakte verhalen uit te zoeken, om ze uiteindelijk bijeen te voegen tot één boek, Het Sleutelkruid. Aanvankelijk was Van Ulzen zeer ontevreden met het resultaat, aangezien het de bedoeling was geweest losse verhalen te publiceren. Slechts twee dagen later ontving Biegel echter een brief van hem: 
Geachte Heer Biegel, ik heb pas 40 bladzijden gelezen van het manuscript, maar ik kan u dit wel zeggen: het is meesterlijk. Dit wordt een prachtig boek. Van harte gefeliciteerd.
Het werk werd buiten de serie Kinderverhalen om uitgebracht en bleek een enorm succes. In 1965 werd het door de Commissie Propaganda van het Nederlandse Boek (CPNB) uitgeroepen tot Kinderboek van het jaar, de voorloper van de Gouden Griffel. In 2004 werd Het sleutelkruid genomineerd voor de 'Griffel der Griffels' bij de viering van vijftig jaar kinderboekenprijzen.